# Horní Město (Polná)

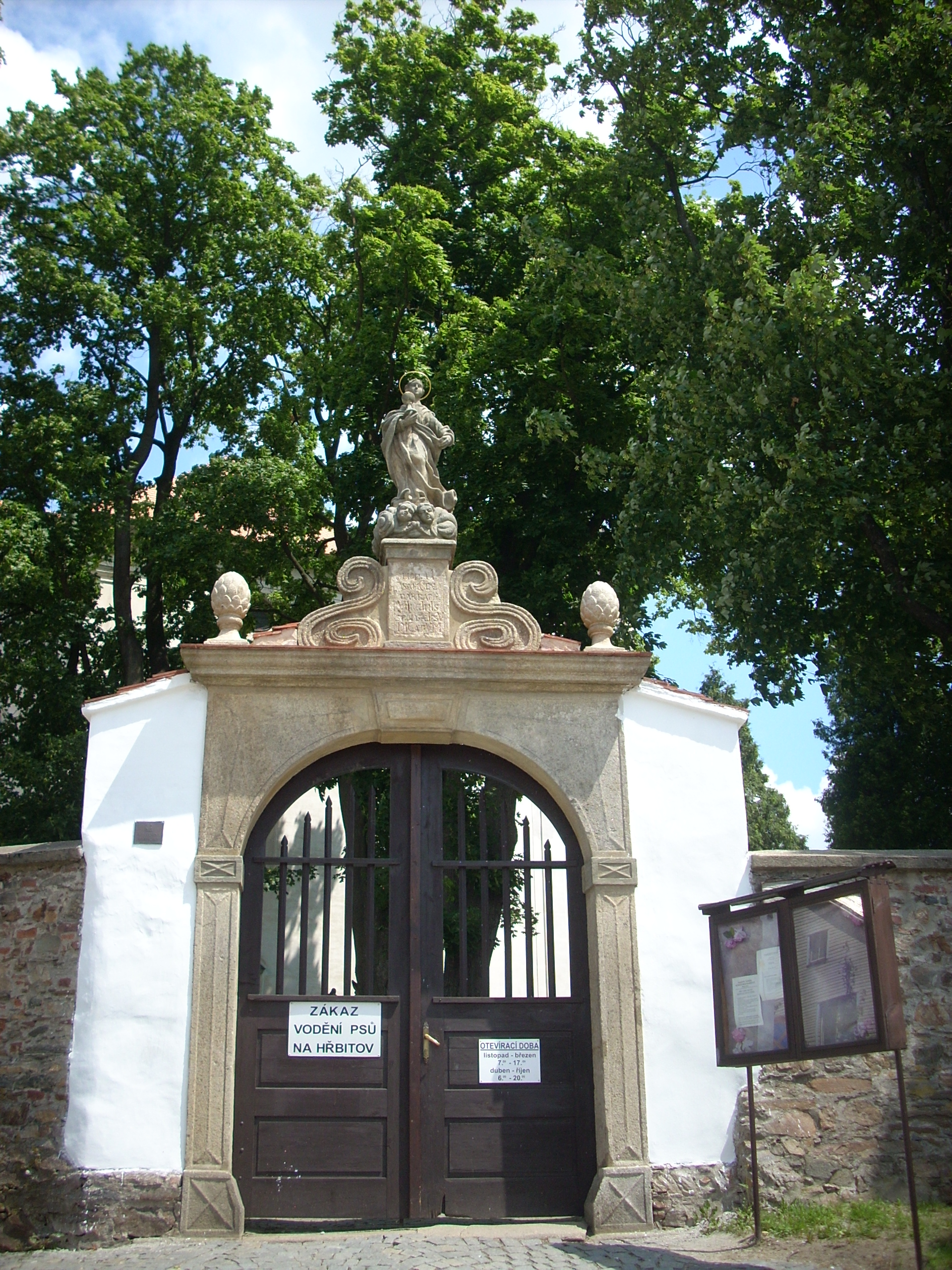
Kostel sv. Barbory

Horní Město je základní sídelní jednotka města Polná v okrese Jihlava. Má výměru 33 ha.

## Obyvatelstvo
V roce 1991 zde žilo 172 obyvatel, roku 2001 206 a o deset let později 489.

## Poloha
Nachází se v severovýchodní části města. Hranice území vymezují ulice Havlíčkova, od kostela sv. Barbory ulice Varhánkova, jižní část vymezuje ulice Palackého.